# A House of Dynamite
A House of Dynamite is een toekomstige Amerikaanse politieke thriller, geregisseerd door Kathryn Bigelow naar een scenario van Noah Oppenheim. De hoofdrollen worden vertolkt door Idris Elba, Rebecca Ferguson, Gabriel Basso, Jared Harris, Tracy Letts, Anthony Ramos, Moses Ingram, Jonah Hauer-King, Greta Lee en Jason Clarke.

## Verhaal
Wanneer een niet-geïdentificeerde raket op de Verenigde Staten wordt afgevuurd, moet een groep functionarissen van het Witte Huis uitzoeken wie verantwoordelijk is en hoe er moet worden gereageerd.

## Rolverdeling
| Acteur           | Personage |
| ---------------- | --------- |
| Idris Elba       |           |
| Rebecca Ferguson |           |
| Gabriel Basso    |           |
| Jared Harris     |           |
| Tracy Letts      |           |
| Anthony Ramos    |           |
| Moses Ingram     |           |
| Jonah Hauer-King |           |
| Greta Lee        |           |
| Jason Clarke     |           |

## Productie
In mei 2024 werd aangekondigd dat Kathryn Bigelow een thrillerfilm voor Netflix zou regisseren, haar eerste speelfilm sinds Detroit (2017). In juni voegden Idris Elba, Rebecca Ferguson, Gabriel Basso, Jared Harris en Greta Lee zich bij de cast. Op 24 oktober werd gemeld dat de opnames waren begonnen in Trenton (New Jersey). In december 2024 werd gemeld dat de film in postproductie was.

## Release
A House of Dynamite zal op 2 september 2025 in première gaan op het Filmfestival van Venetië in de competitie voor de Gouden Leeuw. De film zal in oktober 2025 in de Verenigde Staten beperkt in de bioscopen uitgebracht worden, waarna hij vanaf 24 oktober wereldwijd te zien zal zijn op Netflix.

## Prijzen en nominaties
De belangrijkste:
| Jaar | Prijs                    | Categorie    | Genomineerde(n) | Uitslag       |
| ---- | ------------------------ | ------------ | --------------- | ------------- |
| 2025 | Filmfestival van Venetië | Gouden Leeuw | Kathryn Bigelow | In afwachting |